# Matthew Ebden
Matthew Ebden (Durban, Sud-àfrica, 26 de novembre de 1987) és un tennista australià.
En el seu palmarès hi ha deu títols de dobles masculins i un de dobles mixts del circuit ATP, entre els quals destaquen tres títols de Grand Slam, un a Wimbledon (2022) i un Open d'Austràlia (2024) en dobles masculins, i un a l'Open d'Austràlia (2013). També ha estat finalista en torneigs de Grand Slam en tres ocasions més. Això li va permetre arribar al desè lloc del rànquing de dobles masculins de l'ATP. Individualment no ha guanyat cap títol però sent finalista en una ocasió. El millor rànquing individual va ser el 39è lloc l'any 2018. Va formar part de l'equip australià de Copa Davis en diverses ocasions.

## Biografia
Fill de Ann i Charles Ebden, va néixer a Durban (Sud-àfrica) i té dues germanes anomenades Tarryn i Candice. La seva família es va traslladar a Perth (Austràlia) quan ell tenia dotze anys. Va començar a jugar a tennis amb cinc anys amb la seva família i va estudiar al Hale School de Wembley Downs. Durant la seva carrera tennística va estudiar un grau en comerç a la University of Western Australia.
Es va casar amb l'advocada Kim Doig el 16 de novembre de 2012 a Margaret River (Austràlia). Tenen un fill anomenat Harvey.

## Torneigs de Grand Slam

### Dobles masculins: 4 (2−2)
| Resultat  | Núm. | Any  | Torneig          | Parella       | Oponents                        | Marcador                         |
| --------- | ---- | ---- | ---------------- | ------------- | ------------------------------- | -------------------------------- |
| Finalista | 1.   | 2022 | Open d'Austràlia | Max Purcell   | Thanasi Kokkinakis Nick Kyrgios | 5−7, 4−6                         |
| Guanyador | 1.   | 2022 | Wimbledon        | Max Purcell   | Nikola Mektić Mate Pavić        | 7−6(5), 6−7(3), 4−6, 6−4, 7−6(2) |
| Finalista | 2.   | 2023 | US Open          | Rohan Bopanna | Rajeev Ram Joe Salisbury        | 6−2, 3−6, 4−6, 6−4               |
| Guanyador | 2.   | 2024 | Open d'Austràlia | Rohan Bopanna | Simone Bolelli Andrea Vavassori | 7−6(0), 7−5                      |

### Dobles mixts: 3 (1−2)
| Resultat  | Núm. | Any  | Torneig          | Parella           | Oponents                        | Marcador |
| --------- | ---- | ---- | ---------------- | ----------------- | ------------------------------- | -------- |
| Guanyador | 1.   | 2013 | Open d'Austràlia | Jarmila Gajdošová | Lucie Hradecká František Čermák | 6−3, 7−5 |
| Finalista | 1.   | 2021 | Open d'Austràlia | Samantha Stosur   | Barbora Krejčíková Rajeev Ram   | 1−6, 4−6 |
| Finalista | 2.   | 2022 | Wimbledon        | Samantha Stosur   | Desirae Krawczyk Neal Skupski   | 4−6, 3−6 |

## Jocs Olímpics

### Dobles masculins
| Any  | Campionat                    | Parella    | Oponents                   | Resultat       |
| ---- | ---------------------------- | ---------- | -------------------------- | -------------- |
| 2024 | Jocs Olímpics, París, França | John Peers | Austin Krajicek Rajeev Ram | 7−6(3), 7−6(2) |

## Palmarès

### Individual: 1 (0−1)
| Llegenda                          |
| --------------------------------- |
| Grand Slams (0−0)                 |
| ATP Finals (0−0)                  |
| ATP World Tour Masters 1000 (0−0) |
| ATP World Tour 500 (0−0)          |
| ATP World Tour 250 (0−1)          |

| Títols per superfície |
| --------------------- |
| Dura (0−0)            |
| Gespa (0−1)           |
| Terra batuda (0−0)    |

| Resultat  | Núm. | Data                 | Torneig               | Superfície | Oponent    | Marcador    |
| --------- | ---- | -------------------- | --------------------- | ---------- | ---------- | ----------- |
| Finalista | 1.   | 23 de juliol de 2017 | Newport, Estats Units | Gespa      | John Isner | 3−6, 6−7(4) |

### Dobles masculins: 26 (13−13)
| Llegenda                          |
| --------------------------------- |
| Grand Slams (2−2)                 |
| Jocs Olímpics Or (1)              |
| ATP Finals (0−0)                  |
| ATP World Tour Masters 1000 (2−3) |
| ATP World Tour 500 (1−1)          |
| ATP World Tour 250 (7−7)          |

| Títols per superfície |
| --------------------- |
| Dura (7−9)            |
| Gespa (3−2)           |
| Terra batuda (3−2)    |

| Resultat   | Núm. | Data                  | Torneig                         | Superfície   | Parella            | Oponents                                   | Marcador                         |
| ---------- | ---- | --------------------- | ------------------------------- | ------------ | ------------------ | ------------------------------------------ | -------------------------------- |
| Guanyador  | 1.   | 10 de juliol de 2011  | Newport, Estats Units           | Gespa        | Ryan Harrison      | Johan Brunström Adil Shamasdin             | 4−6, 6−3, [10−5]                 |
| Guanyador  | 2.   | 24 de juliol de 2011  | Atlanta, Estats Units           | Dura         | Alex Bogomolov Jr. | Matthias Bachinger Frank Moser             | 3−6, 7−5, [10−8]                 |
| Finalista  | 1.   | 15 de gener de 2012   | Sydney, Austràlia               | Dura         | Jarkko Nieminen    | Bob Bryan Mike Bryan                       | 1−6, 4−6                         |
| Guanyador  | 3.   | 22 de juliol de 2012  | Atlanta (2)                     | Dura         | Ryan Harrison      | Xavier Malisse Michael Russell             | 6−3, 3−6, [10−6]                 |
| Guanyador  | 4.   | 1 de març de 2014     | Acapulco, Mèxic                 | Terra batuda | Kevin Anderson     | Feliciano López Max Mirnyi                 | 6−3, 6−3                         |
| Finalista  | 2.   | 25 de maig de 2019    | Ginebra, Suïssa                 | Terra batuda | Robert Lindstedt   | Oliver Marach Mate Pavić                   | 4−6, 4−6                         |
| Finalista  | 3.   | 28 de febrer de 2021  | Singapur, Singapur              | Dura (i)     | John-Patrick Smith | Sander Gillé Joran Vliegen                 | 2−6, 3−6                         |
| Finalista  | 4.   | 30 de gener de 2022   | Open d'Austràlia, Austràlia     | Dura         | Max Purcell        | Thanasi Kokkinakis Nick Kyrgios            | 5−7, 4−6                         |
| Guanyador  | 5.   | 10 d'abril de 2022    | Houston, Estats Units           | Terra batuda | Max Purcell        | Ivan Sabanov Matej Sabanov                 | 6−3, 6−3                         |
| Finalista  | 5.   | 12 de juny de 2022    | 's-Hertogenbosch, Països Baixos | Gespa        | Max Purcell        | Wesley Koolhof Neal Skupski                | 6−4, 5−7, [6−10]                 |
| Guanyador  | 6.   | 10 de juliol de 2022  | Wimbledon, Regne Unit           | Gespa        | Max Purcell        | Nikola Mektić Mate Pavić                   | 7−6(5), 6−7(3), 4−6, 6−4, 7−6(2) |
| Guanyador  | 7.   | 27 d'agost de 2022    | Winston-Salem, Estats Units     | Dura         | Jamie Murray       | Hugo Nys Jan Zieliński                     | 6−4, 6−2                         |
| Finalista  | 6.   | 23 d'octubre de 2022  | Nàpols, Itàlia                  | Dura         | John Peers         | Ivan Dodig Austin Krajicek                 | 3−6, 6−1, [8−10]                 |
| Finalista  | 7.   | 19 de febrer de 2023  | Rotterdam, Països Baixos        | Dura (i)     | Rohan Bopanna      | Ivan Dodig Austin Krajicek                 | 6−7(5), 6−2, [10−12]             |
| Guanyador  | 8.   | 25 de febrer de 2023  | Doha, Qatar                     | Dura         | Rohan Bopanna      | Constant Lestienne Botic van de Zandschulp | 6−7(5), 6−4, [10−6]              |
| Guanyador  | 9.   | 19 de març de 2023    | Indian Wells, Estats Units      | Dura         | Rohan Bopanna      | Wesley Koolhof Neal Skupski                | 6−3, 2−6, [10−8]                 |
| Finalista  | 8.   | 7 de maig de 2023     | Madrid, Espanya                 | Terra batuda | Rohan Bopanna      | Andrei Rubliov Karén Khatxànov             | 3−6, 6−3, [3−10]                 |
| Finalista  | 9.   | 8 de setembre de 2023 | US Open, Estats Units           | Dura         | Rohan Bopanna      | Rajeev Ram Joe Salisbury                   | 6−2, 3−6, 4−6                    |
| Finalista  | 10.  | 15 d'octubre de 2023  | Xangai, Xina                    | Dura         | Rohan Bopanna      | Marcel Granollers Horacio Zeballos         | 7−5, 2−6, [7−10]                 |
| Finalista  | 11.  | 6 de novembre de 2023 | París, França                   | Dura (i)     | Rohan Bopanna      | Santiago González É. Roger-Vasselin        | 2−6, 7−5, [7−10]                 |
| Finalista  | 12.  | 13 de gener de 2024   | Brisbane, Austràlia             | Dura         | Rohan Bopanna      | Rajeev Ram Joe Salisbury                   | 5−7, 7−5, [9−11]                 |
| Guanyador  | 10.  | 26 de gener de 2024   | Open d'Austràlia                | Dura         | Rohan Bopanna      | Simone Bolelli Andrea Vavassori            | 7−6(0), 7−5                      |
| Guanyador  | 11.  | 30 de març de 2024    | Miami, Estats Units             | Dura         | Rohan Bopanna      | Ivan Dodig Austin Krajicek                 | 6−7(3), 6−3, [10−6]              |
| Finalista  | 13.  | 29 de juny de 2024    | Eastbourne, Regne Unit          | Gespa        | John Peers         | Neal Skupski Michael Venus                 | 6−4, 6−7(2), [9−11]              |
| Guanyador  | 12.  | 3 d'agost de 2024     | Jocs Olímpics, París, França    | Terra batuda | John Peers         | Austin Krajicek Rajeev Ram                 | 7−6(3), 7−6(2)                   |
| Guanyadora | 13.  | 14 de juny de 2025    | 's-Hertogenbosch                | Gespa        | Jordan Thompson    | Julian Cash Lloyd Glasspool                | 6−4, 3−6, [10−7]                 |

#### Períodes com a número 1
| Núm. | Predecessor     | Dates                   | Successor                          | Setmanes | Acumulat |
| ---- | --------------- | ----------------------- | ---------------------------------- | -------- | -------- |
| 1.   | Rohan Bopanna   | 26/02/2024 − 03/03/2024 | Rohan Bopanna                      | 1        | 1        |
| 2.   | Austin Krajicek | 01/04/2024 − 05/05/2024 | Marcel Granollers Horacio Zeballos | 4        | 5        |

### Dobles mixts: 3 (1−2)
| Resultat  | Núm. | Data                 | Torneig                     | Superfície | Parella           | Oponents                        | Marcador |
| --------- | ---- | -------------------- | --------------------------- | ---------- | ----------------- | ------------------------------- | -------- |
| Guanyador | 1.   | 27 de gener de 2013  | Open d'Austràlia, Austràlia | Dura       | Jarmila Gajdošová | Lucie Hradecká František Čermák | 6−3, 7−5 |
| Finalista | 1.   | 20 de febrer de 2021 | Open d'Austràlia            | Dura       | Samantha Stosur   | Barbora Krejčíková Rajeev Ram   | 1−6, 4−6 |
| Finalista | 2.   | 10 de juliol de 2022 | Wimbledon, Regne Unit       | Gespa      | Samantha Stosur   | Desirae Krawczyk Neal Skupski   | 4−6, 3−6 |

### Equips: 2 (0−2)
| Resultat  | Núm. | Data                   | Torneig                     | Superfície | Equip                                                         | Oponents                                                                           | Marcador |
| --------- | ---- | ---------------------- | --------------------------- | ---------- | ------------------------------------------------------------- | ---------------------------------------------------------------------------------- | -------- |
| Finalista | 1.   | 27 de novembre de 2022 | Copa Davis, Màlaga, Espanya | Dura (i)   | Thanasi Kokkinakis Alex de Minaur Max Purcell Jordan Thompson | F. Auger-Aliassime Gabriel Diallo Alexis Galarneau Vasek Pospisil Denis Shapovalov | 0−2      |
| Finalista | 2.   | 26 de novembre de 2023 | Copa Davis, Màlaga (2)      | Dura (i)   | Alex de Minaur Alexei Popyrin Max Purcell Jordan Thompson     | Matteo Arnaldi Simone Bolelli Lorenzo Musetti Jannik Sinner Lorenzo Sonego         | 0−2      |

## Trajectòria

### Individual
| Torneig | 2007 | 2008 | 2009 | 2010 | 2011  | 2012  | 2013 | 2014 | 2015 | 2016 | 2017 | 2018  | 2019 | 2020 | 2021 | 2022 | Títols   | V – D    |
| --- | ---- | ---- | ---- | ---- | ----- | ----- | ---- | ---- | ---- | ---- | ---- | ----- | ---- | ---- | ---- | ---- | -------- | -------- |
| Open d'Austràlia | Q2   | Q1   | Q2   | 1R   | 1R    | 2R    | 1R   | 2R   | Q1   | 1R   | Q1   | 2R    | 2R   | Q1   | Q1   | Q3   | 0 / 8    | 4 – 8    |
| Roland Garros | A    | A    | A    | Q1   | A     | 1R    | Q2   | 1R   | A    | A    | Q1   | 1R    | 1R   | A    | Q1   | A    | 0 / 4    | 0 – 4    |
| Wimbledon | A    | A    | A    | Q3   | Q2    | 1R    | 1R   | 1R   | 2R   | A    | A    | 3R    | 1R   | NC   | Q2   | A    | 0 / 6    | 3 – 6    |
| US Open | A    | A    | A    | Q1   | Q2    | 2R    | Q1   | 2R   | 1R   | A    | Q1   | 2R    | A    | A    | Q1   | A    | 0 / 4    | 3 – 4    |
| Total Victòries–Derrotes                                                                                                   | 0−0  | 0−0  | 0−0  | 1−2  | 10−10 | 17−23 | 6−11 | 5−21 | 1−6  | 0−4  | 9−7  | 19−22 | 5−16 | 0−0  | 6−5  | 0−1  | 79 – 128 | 79 – 128 |
| Rànquing a final d'any | 542  | 332  | 285  | 196  | 86    | 105   | 68   | 231  | 105  | 698  | 76   | 46    | 244  | 317  | 232  | 740  |          |          |
| Llegenda: G: Guanyador; F: Finalista; SF: Semifinalista; QF: Quarts de final; Q: Qualificació; A: Absent; RR: Round Robin; |      |      |      |      |       |       |      |      |      |      |      |       |      |      |      |      |          |          |

### Dobles masculins
| Torneig | 2009 | 2010 | 2011 | 2012  | 2013 | 2014 | 2015 | 2016 | 2017 | 2018  | 2019 | 2020 | 2021  | 2022  | 2023  | 2024 | Títols    | V – D     |
| --- | ---- | ---- | ---- | ----- | ---- | ---- | ---- | ---- | ---- | ----- | ---- | ---- | ----- | ----- | ----- | ---- | --------- | --------- |
| Open d'Austràlia | 1R   | 1R   | 1R   | 1R    | 1R   | 1R   | 1R   | A    | 2R   | 1R    | 1R   | 1R   | QF    | F     | 1R    | G    | 1 / 15    | 15 – 14   |
| Roland Garros | A    | A    | A    | QF    | A    | 1R   | A    | A    | A    | 1R    | 1R   | A    | 1R    | 1R    | 1R    |      | 0 / 7     | 3 – 7     |
| Wimbledon | A    | A    | A    | 1R    | 2R   | 1R   | 1R   | A    | A    | 2R    | 2R   | NC   | 2R    | G     | SF    |      | 1 / 9     | 14 – 8    |
| US Open | A    | A    | 1R   | 2R    | A    | 1R   | A    | A    | A    | 2R    | A    | A    | QF    | 3R    | F     |      | 0 / 7     | 12 – 6    |
| Total Victòries–Derrotes                                                                                                   | 0−1  | 0−1  | 10−4 | 15−16 | 3−8  | 9−13 | 2−6  | 0−1  | 4−3  | 10−15 | 7−12 | 2−3  | 19−13 | 37−21 | 34−18 |      | 154 – 139 | 154 – 139 |
| Rànquing a final d'any | 420  | 207  | 92   | 70    | 221  | 89   | 186  | 592  | 233  | 106   | 121  | 117  | 57    | 26    |       |      |           |           |
| Llegenda: G: Guanyador; F: Finalista; SF: Semifinalista; QF: Quarts de final; Q: Qualificació; A: Absent; RR: Round Robin; |      |      |      |       |      |      |      |      |      |       |      |      |       |       |       |      |           |           |

### Dobles mixts
| Open d'Austràlia | 1R  | 1R  | 2R  | G   | SF  | A   | A   | A   | 1R  | A   | 2R  | F   | 2R  | 1R  | 2R | 1 / 11  | 16 – 10 |
| Roland Garros | A   | A   | A   | A   | A   | A   | A   | A   | A   | A   | NC  | A   | QF  | 2R  |    | 0 / 2   | 3 – 2   |
| Wimbledon | A   | A   | A   | A   | A   | A   | A   | A   | A   | A   | NC  | 2R  | F   | QF  |    | 0 / 3   | 7 – 3   |
| US Open | A   | A   | A   | A   | A   | A   | A   | A   | A   | A   | NC  | A   | QF  | 1R  |    | 0 / 2   | 2 – 2   |
| Total Victòries–Derrotes                                                                                                   | 0−1 | 0−1 | 1−1 | 5−0 | 3−1 | 0−0 | 0−0 | 0−0 | 0−1 | 0−0 | 1−1 | 5−2 | 9−4 | 3−4 |    | 27 – 16 | 27 – 16 |
| Llegenda: G: Guanyador; F: Finalista; SF: Semifinalista; QF: Quarts de final; Q: Qualificació; A: Absent; RR: Round Robin; |     |     |     |     |     |     |     |     |     |     |     |     |     |     |    |         |         |